# 銀行準備
，又稱存款儲備金，是金融機構為了保障客戶能夠提取存款和保持足夠資金作清算，而準備存放在中央銀行的存款。在許多國家，中央銀行會制定銀行存款準備金比率來釐定銀行準備的金額，而銀行存款準備金比率是以存款總額為基數。中央銀行可以通過調整存款準備金比率來控制金融機構的流動資金及信貸的擴張能力。
中國存款準備金比率指標，自2008年12月5日起，商業銀行在央行存款準備金存款與各項存款之比不得低於15%。

## 相關
- 存款保障
- 中國人民銀行
- 英倫銀行
- 美國聯邦儲備局
- 歐洲中央銀行
- 中央銀行（台湾）
- 宏觀調控